# Pasečná
Pasečná, bis 1949 Reiterschlag, ist eine Grundsiedlungseinheit der Gemeinde Přední Výtoň in Tschechien. Sie liegt sieben Kilometer südwestlich von Frymburk nahe der österreichischen Grenze und gehört zum Okres Český Krumlov.

## Geographie
Pasečná befindet sich südlich des Stausees Lipno auf einem Sattel im Böhmerwald. Im Ort entspringt der Mlýnský potok (Holzmühlbach bzw. Scheidbach), gegen Westen erstreckt sich das Tal der Světlá (Zwettlbach). Nördlich erhebt sich der U Pasečné (894 m n.m.), im Osten der Jelení kopec (823 m n.m.), südöstlich die Křenice (797 m n.m.), im Süden der Hnědý vrch und der Mezileský vrch (884 m n.m.). In der Umgebung von Pasečná liegen mehrere Wüstungen; gegen Norden Linda, nordöstlich Lindské Chalupy, im Südosten Lhota, Kaplické Chalupy und Multerberské Chalupy, südlich Mezilesí, im Südwesten Rožnov, westlich Horní Ureš, Rychnůvek und Pernek sowie im Nordwesten Jasánky und Otov.
Nachbarorte sind Svatý Tomáš im Norden, U Štoiberů und Přední Výtoň im Nordosten, Vejrovna und Spáleniště im Osten, Guglwald und Köckendorf im Südosten, Unterafiesel, Herrnschlag und Innenschlag im Süden, Hörleinsödt, Windhag und Hochhausen im Südwesten, Oedt, Unterurasch und Almesberg im Westen sowie St. Oswald bei Haslach, Morau, Wurmbrand, Unterhaag und Oberhaag im Nordwesten.

## Geschichte

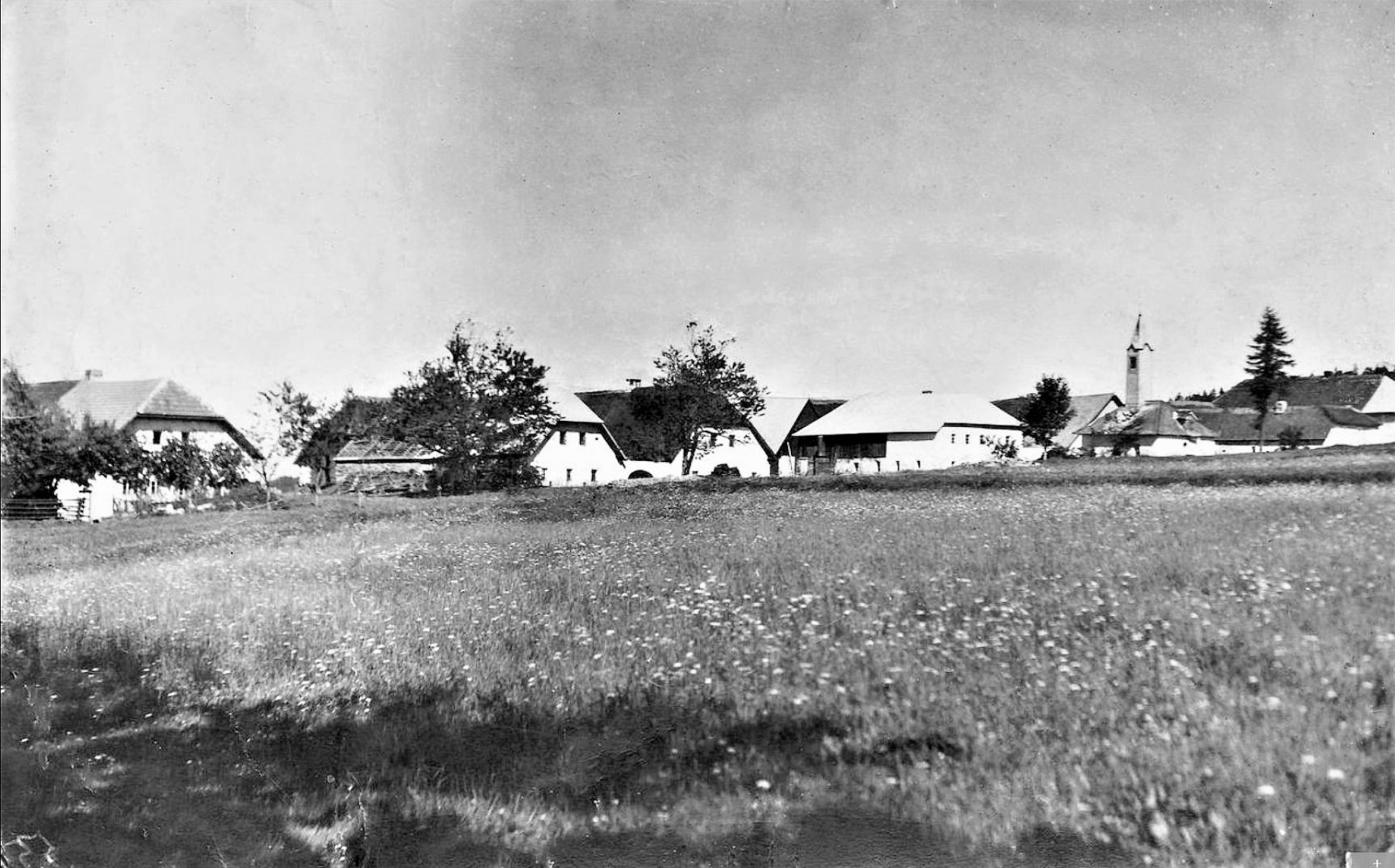
Pasečná im Jahr 1935

Reiterschlag entstand wahrscheinlich im 13. Jahrhundert an einem von Böhmen nach Österreich führenden Handelsweg. Die erste schriftliche Erwähnung des zur Herrschaft Wittinghausen gehörigen Dorfes erfolgte 1379 im Rosenberger Urbar. Zum Ende des 15. Jahrhunderts wurde Reiterschlag zusammen mit der ganzen Herrschaft Wittinghausen durch die Herren von Rosenberg der Herrschaft Krumau einverleibt. Ab 1622 gehörte das Dorf den Fürsten von Eggenberg. Seit 1719 waren die Fürsten von Schwarzenberg die Grundherren.
Im Jahre 1840 bestand Reiterschlag aus 22 Häusern mit 201 deutschsprachigen Einwohnern. Pfarrort war Deutsch Reichenau. Bis zur Mitte des 19. Jahrhunderts blieb Reiterschlag der Allodialherrschaft Krumau untertänig.
Nach der Aufhebung der Patrimonialherrschaften bildete Reiterschlag ab 1849 mit den Ortsteilen Asang, Bernek, Deutsch Reichenau, Linden, Muckenschlag, Multerberg, Murau, Obermarkschlag, Oberuresch, Ottenschlag, Rosenau, Rosenhügel, St. Thomas und Untermarkschlag eine Gemeinde im Gerichtsbezirk Hohenfurth. Zu der großen Gemeinde, die sich in die beiden Katastralgemeinden Asang und Reiterschlag gliederte, gehörten bis auf die Lindner und Multerberger Waldhäuser u. a. sämtliche Orte des ehemaligen deutschen Gerichts Deutsch Reichenau. Ab 1868 gehörte die Gemeinde zum Bezirk Kaplitz. In den 29 Häusern des Dorfes Reiterschlag lebten im Jahre 1872 314 Menschen. Entgegen dem seinerzeit einsetzenden Trend zur Verselbständigung der Ortschaften gab es im Deutsch Reichenauer Tal keine Gemeindeabspaltungen. In den nachfolgenden Jahren wuchs der Kernort Reiterschlag stark an. 1893 bestand Reiterschlag aus 41 Häusern und hatte 292 Einwohner. Zu dieser Zeit wurde ein Hammerwerk betrieben. Im Jahre 1900 lebten in den 42 Häusern von Reiterschlag 280 Personen, zehn Jahre später bestand das Dorf aus 41 Häusern und hatte 258 Einwohner. 1921 hatte das Dorf 236 Einwohner. Die Gemeinde Reiterschlag mit ihren 15 Ortsteilen war zu dieser Zeit die zweitgrößte des Gerichtsbezirkes. Im Dorf Reiterschlag gab es eine Kapelle sowie einen Gemischtwarenhändler, einen Grünzeughändler, einen Krämer, einen Metzger, einen Schmied und einen Gastwirt. Im Jahre 1930 bestand die Gemeinde Reiterschlag aus 357 Häusern und hatte 1999 Einwohner, darunter 1822 Deutsche, 150 Ausländer und 19 Tschechen. In den 43 Häusern des Kernortes lebten 226 Personen, die neben der Landwirtschaft auch Heimweberei betrieben. 

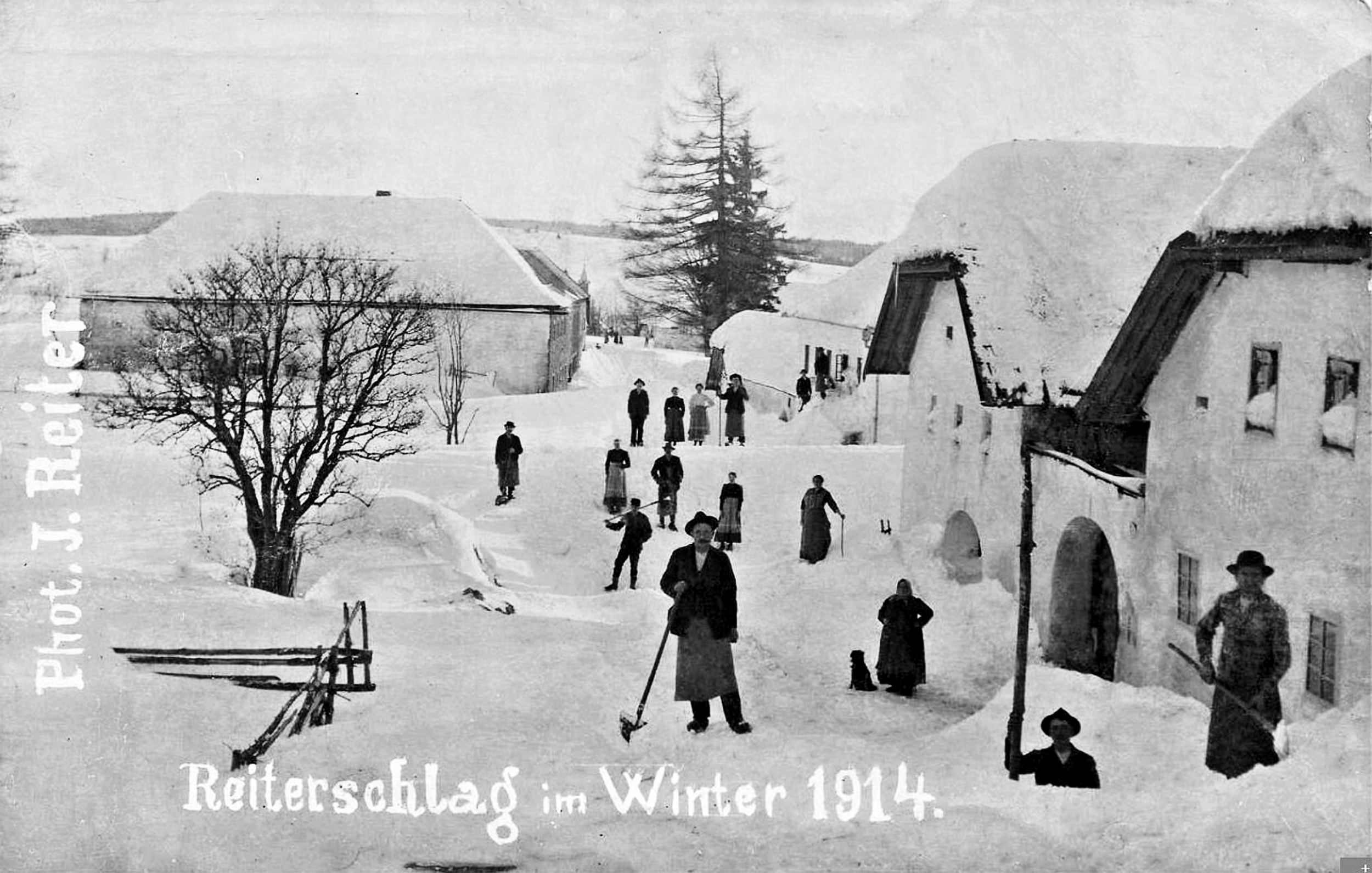
Winter 1914

Im Oktober 1938 wurde die Gemeinde in Folge des Münchner Abkommens dem Deutschen Reich zugeschlagen und gehörte zunächst zum Kreis Kaplitz. Im Jahr 1939 wurde die Gemeinde Reiterschlag dem Kreis Rohrbach zugeordnet. Nach dem Ende des Zweiten Weltkriegs kam Reiterschlag 1945 an die Tschechoslowakei zurück und wurde wieder dem Okres Kaplice zugeordnet. Zu dieser Zeit lebten in der Gemeinde 1696 Deutsche sowie rund 400 deutsche Kriegsflüchtlinge. Ab 1946 wurde die deutschsprachige Bevölkerung vertrieben. Die Gemeinde wurde nur in geringem Umfang mit Tschechen wiederbesiedelt. 1947 lebten in den 360 Häusern der Gemeinde Reiterschlag nur noch 276 Deutsche und 60 Tschechen. Mit der gänzlichen Vertreibung der deutschen Bevölkerung erlosch die traditionelle Heimweberei im Deutsch Reichenauer Tal. Im Jahre 1949 erfolgte die Umbenennung in Pasečná. In den ehemaligen Schulen in Svatý Tomáš und Dolní Markschlag wurden Kindererholungsheime eingerichtet. 1950 wurde die Gemeinde im Zuge der Errichtung der Grenzzone aufgehoben und sämtliche Ortsteile nach Frymburk eingemeindet. Nach der Errichtung des Eisernen Vorhangs wurde Pasečná zwischen 1956 und 1958, wie sämtliche Dörfer des grenznahen Tals, dem Erdboden gleichgemacht. Nach der Aufhebung des Okres Kaplice wurde Pasečná 1961 Teil des Okres Český Krumlov.
Erhalten blieb von der ursprünglichen Bebauung nur ein Haus. Nachdem auf Beschluss der tschechoslowakischen Regierung in dem verlassenen Tal ein Agrokombinat errichtet worden war, entstanden in Pasečná Wohnhäuser für dessen Beschäftigte, die jedoch nur in den Sommermonaten bewohnt wurden. 1963 wurde der Landwirtschaftsbetrieb einschließlich der Wohnsiedlung Pasečná dem Maschinenbauunternehmen ČKD zugeordnet. Nachfolgend entstanden in Pasečná weitere Wohngebäude, eine Schule und eine Verkaufsstelle. Der tschechoslowakische Präsident Antonín Novotný zeichnete am 29. April 1967 am Wiederaufbau von Pasečná beteiligte Kollektive mit dem Orden Für Verdienste beim Wiederaufbau aus. Das Gebiet wurde später der Gemeinde Přední Výtoň zugeordnet. Bis 1990 war Pasečná ausschließlich von Beschäftigten des Agrokombinats Šumava bewohnt, außerdem gab es im Ort eine Kaserne der Grenzwache. Nach der Samtenen Revolution wurde das Sperrgebiet aufgehoben und wieder für Touristen zugänglich gemacht. Im Jahre 1996 bestand Pasečná aus 14 Häusern, in denen 50 Personen leben.

## Ortsgliederung
Der Katastralbezirk Pasečná umfasst die Grundsiedlungseinheiten Pasečná und Svatý Tomáš.

## Sehenswürdigkeiten
- Gedenkstein für Antonín Měsíček am Weg nach Multerberské Chalupy, der tschechoslowakische Gendarm wurde am 21. September 1938 an der Grenze zu Österreich niedergeschossen und verstarb zwei Tage danach. Er war das erste Opfer der Mordanschläge des Sudetendeutschen Freikorps.[4]